# مينورو توجو
مينورو توجو (باليابانية: 東城穣) (مواليد 8 أغسطس 1976 في توكوروزاوا) حكم كرة قدم ياباني. بدأ مسيرته التحكيمية في سنة 2007. قرر الاتحاد الدولي لكرة القدم اعتماده حكما دوليا.